# Artabotrys velutinus
Artabotrys velutinus Scott-Elliot – gatunek rośliny z rodziny flaszowcowatych (Annonaceae Juss.). Występuje naturalnie w Gwinei Bissau, Gwinei, Sierra Leone, Liberii, Wybrzeżu Kości Słoniowej, Ghanie, Togo, Beninie, Nigerii, Kamerunie, Republice Środkowoafrykańskiej, Demokratycznej Republice Konga oraz Ugandzie. 

## Morfologia
PokrójZimozielony krzew lub liany. Ma pnące pędy, młodsze są owłosione.
LiścieMają kształt od lancetowatego do eliptycznego. Mierzą 7–12 cm długości oraz 3–4 cm szerokości. Nasada liścia jest klinowa. Wierzchołek jest krótko spiczasty.
KwiatyZebrane w kwiatostany. Rozwijają się w kątach pędów. Płatki mają kształt od równowąskiego do lancetowatego i żółtą barwę, osiągają do 8–9 mm długości.